# Tighva
Tighva (georgiska: თიღვა) är en ort i Georgien. Den ligger i den centrala delen av landet, 100 km nordväst om huvudstaden Tbilisi. Tighva ligger 889 meter över havet och antalet invånare var 73 år 2015.